# Чихрдад-наск
Чихрдад-наск является одной из утерянных насков (книг) Авесты и сохранилась только в виде краткого изложения, сохранившегося в Денкарде 8.13.
В сводке говорится, что текст представляет собой историю человечества с самого начала до откровения Зороастра и является важным источником для более поздних работ, таких как «Шахнаме» Фирдоуси.